# National Physical Laboratory
Il National Physical Laboratory (NPL) è il laboratorio nazionale per le unità di misura per il Regno Unito. Ha sede al Bushy Park in Teddington, nei pressi di Londra. È la più grande struttura di fisica applicata del Regno Unito ed ha un ruolo simile a quello del NIST negli Stati Uniti.
L'NPL è internazionalmente riconosciuto come un centro di eccellenza nel campo delle misure e della scienza dei materiali. Fin dal 1900, ha sviluppato e mantenuto i principali standard nazionali di misurazione. Oggi fornisce le risorse scientifiche al National Measurement System finanziato dal Department of Trade and Industry (Dipartimento del Commercio e dell'Industria). L'NPL inoltre offre una serie di servizi commerciali applicando le proprie conoscenze scientifiche ai problemi di misurazione industriale e trasmette il segnale orario MSF.
L'NPL coopera con reti di professionisti come quella dell'IEE per supportare scienziati ed ingegneri nelle aree legate ai propri campi di competenza.
Tra i ricercatori che hanno lavorato presso l'NPL si possono annoverare Paul Baran e Donald Davies ideatori della tecnica della commutazione di pacchetto alla fine degli anni '60, Louis Essen che ideò un orologio atomico più preciso dei primi costruiti negli Stati Uniti, Alan Turing, uno dei padri dell'informatica che presso loro sviluppò l'Automatic Computing Engine, Robert Watson-Watt, generalmente considerato l'inventore del radar, Oswald Kubaschewski, il padre della termodinamica dei materiali computazionale e James Wilkinson, ricercatore nell'ambito dell'analisi numerica.
Per il 2005 è previsto il completamento di un nuovo, avanzatissimo laboratorio costruito con l'ausilio di capitali privati.